# Optogenetica
Optogenetica is een biologische technologie waarbij middels genetische manipulatie cellen gevoelig gemaakt worden voor licht. Daartoe worden bepaalde genen de cellen ingebracht die zorgen voor de expressie van lichtgevoelige ionenkanalen, transportmembraaneiwitten of enzymen. De optogenetische controle van de activiteit van zenuwcellen heeft geleid tot tal van nieuwe bevindingen over de functie van neuronale circuits.
In bredere zin worden fluorescerende eiwitten gerekend tot de optogenetische instrumenten waarmee cellulaire activiteit kan worden gemeten met licht.
Deze technologie is een combinatie van methoden uit de optica en de genetica, met als doel bepaalde functionele gebeurtenissen in specifieke cellen of levende weefsels te identificeren (Engels: gain-of-function) of uit te schakelen (Engels: loss-of-function). Hierbij zijn lichtgevoelige proteïnen door genetische manipulatie van het betreffende gen veranderd en aansluitend in bepaalde doelcellen of weefsel ingebracht. Onder invloed van licht is het dan mogelijk om het gedrag van de aldus genetisch gemodificeerde cellen te sturen.
Optogenetica maakt een gerichte en extreem snelle controle (milliseconden) mogelijk van exact gedefinieerde gebeurtenissen in complexe biologische systemen. Dit maakt onderzoek op eiwitniveau mogelijk (toepassingen in de moleculaire biologie), op het niveau van individuele cellen (celbiologie) en gedefinieerde weefsels (histologie) of zelfs op het niveau van vrij bewegende zoogdieren (gedragsbiologie).
De technologie, die door het wetenschappelijke tijdschrift Nature Methods is gekozen als de "Methode van het jaar 2010", wordt in diermodellen met de ziekte van Parkinson en epilepsie getest.